# Ga Thượng Đình
Ga Thượng Đình là một trong những nhà ga tàu điện của Tuyến đường sắt đô thị Cát Linh - Hà Đông, nằm trên tuyến đường Nguyễn Trãi, phường Thượng Đình, quận Thanh Xuân, Hà Nội.

## Lịch sử
- 6 tháng 11 năm 2021: Đi vào hoạt động với việc khánh thành Tuyến số 2A: Cát Linh – Hà Đông [2][3]

## Bố trí ga

### Tuyến 2A
| 2F Tầng ke ga                   | Ke ga bên, cửa sẽ mở ở bên phải                   | Ke ga bên, cửa sẽ mở ở bên phải                                         |
| Ke ga 1                         | ← T2A Tuyến 2A đi Láng (Hướng đi Cát Linh)        |                                                                         |
| Ke ga 2                         | T2A Tuyến 2A đi Vành đai 3 (Hướng đi Yên Nghĩa) → |                                                                         |
| Ke ga bên, cửa sẽ mở ở bên phải |                                                   |                                                                         |
| 1F Tầng trung chuyển            | Tầng 1                                            | Khu bán vé, khu thương mại, khu kỹ thuật, lối lên xuống và cổng soát vé |
| G                               | Mặt đất                                           | Lối lên xuống                                                           |

## Xung quanh nhà ga
- Khu đô thị Royal City
- Công an phường Thượng Đình
- Trường THPT Huỳnh Thúc Kháng
- Đường Khương Đình
- Phố Chính Kinh
- Đường Vũ trọng Phụng
- Công ty Cổ phần Cao su Sao Vàng
- Trường Đại học Khoa học Tự nhiên, Đại học Quốc gia Hà Nội
- Trường Đại học Khoa học Xã hội và Nhân văn, Đại học Quốc gia Hà Nội
- Trường THPT chuyên Khoa học Xã hội và Nhân văn, Trường Đại học Khoa học Xã hội và Nhân văn, Đại học Quốc gia Hà Nội

## Hình ảnh

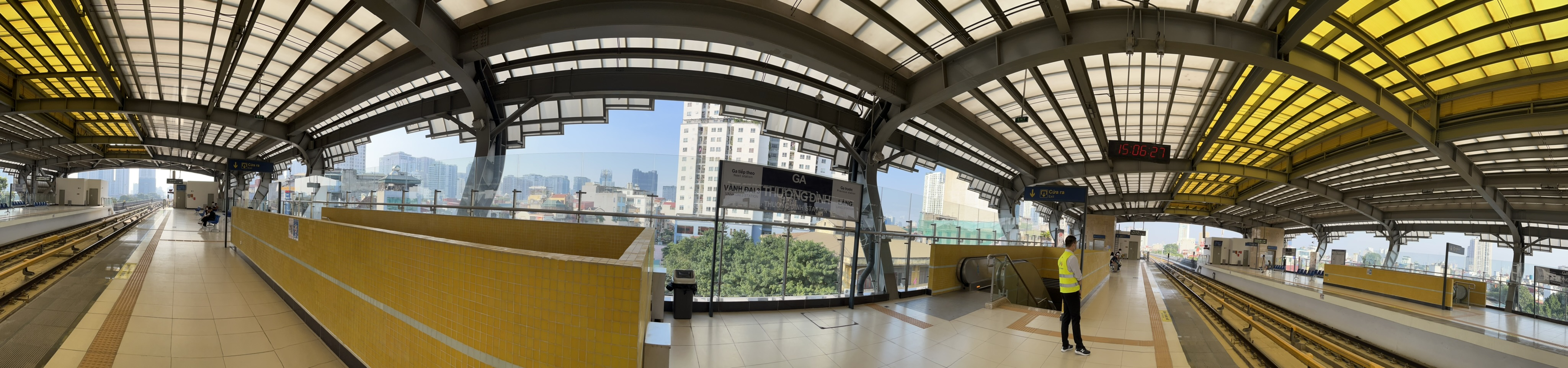
Một góc nhìn rộng trên sân ga Thượng Đình

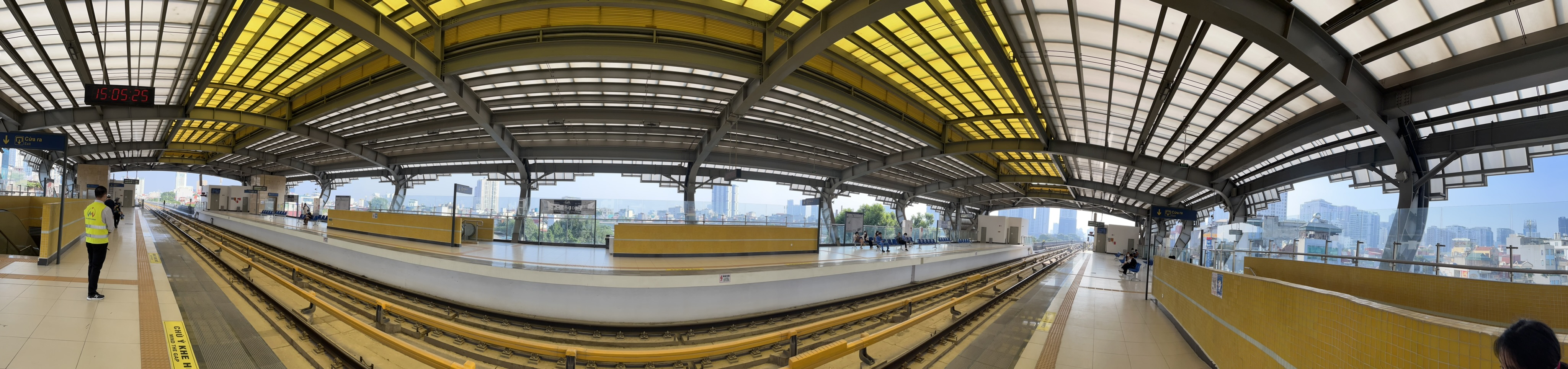
Một góc nhìn rộng khác trên sân ga Thượng Đình